# Omphale sola
Omphale sola är en stekelart som beskrevs av Christer Hansson 1997. Omphale sola ingår i släktet Omphale och familjen finglanssteklar.
Artens utbredningsområde är Costa Rica. Inga underarter finns listade i Catalogue of Life.